# Альєнту
Альєнту (італ. Aglientu, сард. Santu Franciscu d'Aglièntu, вен. Aglientu) — муніципалітет в Італії, у регіоні Сардинія, провінція Сассарі. До 2016 року муніципалітет належав до провінції Ольбія-Темпіо.
Альєнту розташоване на відстані близько 300 км на захід від Рима, 210 км на північ від Кальярі, 38 км на північний захід від Ольбії, 21 км на північ від Темпіо-Паузанії.
Населення — 1206 осіб (2014).
Щорічний фестиваль відбувається 4 жовтня. Покровитель — San Francesco.

## Демографія
Населення за роками:

Станом на 1 січня 2023 року в муніципалітеті офіційно проживало 113 іноземців з 23 країн, серед них 74 громадяни країн Євросоюзу та 6 громадян України.

## Сусідні муніципалітети
- Аджус
- Луогозанто
- Санта-Тереза-Галлура
- Темпіо-Паузанія
- Триніта-д'Агульту-е-Віньйола